# Публично право
Публичното право е теоретично (доктринерно) понятие, което обхваща всички правни отрасли, регулиращи обществените отношения, при които правоотношението възниква между държавата и държавните органи, съответно друг публичноправен субект като орган на власт от една страна и гражданите и техните организации от друга. Това са властнически правоотношения, неравностойни, понеже един от субектите действа от позицията на власт и упражнява властнически правомощия. Публичното право обезпечава всеобщия, обществен интерес, осмислен и реализиран посредством държавата.

## История
Разграничението на правото на частно и публично води началото си от Римското право. Според известната мисъл на Улпиан „публичното право е това, което се отнася до положението на римската държава, а частното - това, което се отнася до ползата на отделните лица“. От там идва и определението – jus publicum, jus privatum. Римската държава се е смятала като представител на народа. Тя действа и упражнява властта не като свое право, а като право на римския народ. Разграничението на правото на частно и публично не се променя и когато се приема християнството по време на император Константин.
В старото германско право не се прави разграничение между частно и публично право. Разграничение между частното и публичното започва при възникване на градовете и създаването на градското право. Френското право следва традицията на римското право и разделя правото на частно и публично. Този процес се засилва и чрез осъществяване на принципа за разделение на властите. В англо-саксонските страни се следва германската традиция и се запазва принципът на единство на правото и липса на деление на частно и публично.

## Деление на правото
Делението на правото на два дяла – публично и частно, е специфична черта на континенталната правна система, основни подсистеми на която са пандектна (немска) система и романска (френска) система. Публичноправните правоотношения са обществени отношения на власт (държавна и местна) и подчинение (от страна на гражданите и техните организации) – за разлика от частноправните (гражданските), където гражданите и техните организации (вкл. публичноправните) са свободни и равноправни (публичноправните организации не участват в правоотношенията от властова позиция).
Държавата е политическа форма на организация на гражданското общество. Конституирането на държавните органи и определянето на техните компетенции става посредством правото. Регламентацията на отношенията между държавните органи и гражданите се осъществява от административното право. Административните (право)отношения възникват между държавните органи (в лицето на длъжностните лица) от една страна и гражданите и техните организации от друга.
Правен инструмент на обществото за ограничаване произвола в публичноправните отношения и за защита свободите и правата на гражданите е правовата държава. При наличие на свободно гражданско общество публичното право определя посредством конституцията пределите на държавната власт. По този начин се гарантира автономията на гражданското общество спрямо държавата. Поради това публичното право се основава на принципа „разрешено е само това, което е изрично предвидено в закона”. Това означава, че публичното право трябва да очертава изчерпателно и детайлно компетенциите на всеки отделен държавен и публичен орган, осъществяващ властнически правомощия.
В частното право е в сила обратния принцип – „разрешено е всичко, което не е изрично забранено от закона”.
Публичното право в демократичните общества има за задача да обезпечи властта на държавните органи и другите публични институции, характеризиращи се с властнически правомощия, гарантирайки едновременно индивидуалната сигурност и тази на гражданските сдружения (общности) от произвол и противоправни действия (бездействия) от страна на държавата и нейните органи.

## Система
Към публичното право, като негови клонове, спадат конституционното право, административното право, финансовото право, наказателното право, процесуалното право международното публично право (специфичен клон понеже право(отношенията) се осъществяват между суверенни субекти – държавите).